# Wilhelm II Rudy
Wilhelm II, zwany Rudym (Rufus) (ur. ok. 1056, zm. 2 sierpnia 1100) – król Anglii 1087–1100 z dynastii normandzkiej. Był synem księcia Normandii i króla Anglii – Wilhelma Zdobywcy oraz Matyldy Flandryjskiej, córki Baldwina V z Lille, hrabiego Flandrii, bratem Roberta II Krótkoudego i Henryka I.

## Wczesne lata
Nie jest znana dokładna data urodzin Wilhelma. Przypuszcza się, że nastąpiło to pomiędzy 1056 a 1060 r. Od wczesnych lat nosił przydomek "Rufus", który wziął się prawdopodobnie od jego czerwonej twarzy. Wychowanie młodego księcia powierzono uczonemu Lanfrancowi, który później został arcybiskupem Canterbury i 26 września 1087 r. koronował Wilhelma na króla Anglii.
Do lat sprawnych dożyli dwaj bracia Wilhelma, starszy Robert i młodszy Henryk. Stosunki między braćmi nigdy nie układały się dobrze. W 1077 r. Wilhelm i Henryk oblali Roberta wodą z kloaki. Konflikt, jaki się wtedy wywiązał, zapoczątkował bunt Roberta przeciwko ojcu i 3-letnią wojnę. Również w późniejszych latach bracia nie darzyli się sympatią i często występowali jeden przeciwko drugiemu zbrojnie lub potajemnie wspierając malkontentów.
Kronikarz Wilhelm z Malmesbury tak opisuje wygląd Wilhelma: był on krępy i muskularny z wydatnym brzuchem. Zawsze modnie ubrany, przy tym bardzo skandalicznie. Posiadał długie blond włosy, które układał sobie po bokach głowy, odsłaniając czoło. Na jego czerwonej, piegowatej i szalonej twarzy uwagę zwracały oczy zmiennego koloru.
Wilhelm, co było dziwne w ówczesnych czasach, nigdy się nie ożenił, ani, co było jeszcze dziwniejsze, nie posiadał nieślubnego potomstwa. Stąd też jeszcze za jego życia pojawiły się przypuszczenia, że król jest homoseksualistą. Jako dowody na to średniowieczni kronikarze przedstawiali ekstrawagancki strój króla i jego wielką poufałość z giermkami, którzy mieli być ubierani w skandalicznie krótkie spodnie.

## Król Anglii
Wilhelm Zdobywca zmarł 9 września 1087 r. wskutek obrażeń odniesionych po upadku z konia. Prawdopodobnie przebił sobie pęcherz. Przy łożu śmierci króla znajdowali się Wilhelm i Henryk (Robert podróżował w tym czasie po Europie). Wilhelm dokonał podziału swojego władztwa. Księstwo Normandii odziedziczył Robert, korona Anglii przypadła Wilhelmowi, zaś Henryk otrzymał 5000 funtów srebra, ażeby kupił sobie za to jakąś ziemię. 26 września Wilhelm został koronowany. Niedługo później zawarł z Robertem układ o przeżycie.

### Rebelia 1088 roku
Feudałowie angielscy nie chcieli jednak czekać śmierci króla. Uważali oni, że lepiej im będzie pod rządami Roberta Krótkoudego, który nie posiadał tak silnego charakteru jak Wilhelm i można nim było łatwiej manipulować. Sam Robert również pragnął objąć tron Anglii. W 1088 r. wybuchła rebelia angielskich baronów. Wśród rebeliantów znaleźli się najpotężniejsi feudałowie: przyrodni brat Zdobywcy Odon, biskup Bayeux, Robert de Mowbray, earl Northumbrii, Roger Bigod, 1. hrabia Norfolk i Roger de Montgomerie, 1. hrabia Shrewsbury.
Powstanie rozpoczęło się na wiosnę 1088 r. Buntownicy zaatakowali ziemie króla i jego stronników, po czym wycofali się do własnych twierdz i oczekiwali na przybycie księcia Roberta. Ten wysłał wprawdzie zbrojne posiłki, ale z powodu złej pogody zawróciły one do Normandii. Kolejnych prób książę już nie podjął. Tymczasem król Wilhelm obiecał buntownikom, że ci z nich którzy się doń przyłączą otrzymają tyle ziemi i pieniędzy, ile tylko zażądają. Odniosło to skutek. Jednym z przekonanych baronów był Roger de Montgomerie. Następnie król wystosował apel do ludu Anglii, w którym obiecywał im „najlepsze prawo jakie dotąd zostało ustanowione”. I tym razem działania Wilhelma odniosły oczekiwany sukces.
Trzecim krokiem króla była zbrojna akcja przeciwko opornym. Jeden po drugim upadały kolejne zamki buntowników, wreszcie po 6-tygodniowym oblężeniu skapitulował zamek Pevensey i do niewoli dostał się przywódca rebelii, biskup Odon. Buntownicy zostali ukarani. Biskup, który utracił wszystkie włości i cały majątek, udał się na wygnanie do Normandii. Robert de Mowbray spędził resztę życia w więzieniu. Natomiast de Montgomerie, zgodnie z królewską obietnicą, został obsypany zaszczytami i pieniędzmi.

### Konflikt z Kościołem
Po pozbyciu się niewygodnych baronów Wilhelm umocnił swoją pozycję na wewnętrznej scenie politycznej królestwa. Jego głównym przeciwnikiem stała się wówczas organizacja kościelna, która właśnie prowadziła walkę o inwestyturę. Wilhelm dążył do tego aby inwestytura duchowieństwa pozostawała w jego rękach. Póki żył arcybiskup Lanfranc, Wilhelm utrzymywał przyjazne stosunki z Kościołem. Kiedy Lanfranc umarł w 1089 r., stosunki te zaczęły się pogarszać. Do otwartego konfliktu doszło w 1093 r., kiedy to nowym arcybiskupem został uczony i gorący zwolennik odebrania władzy świeckiej prawa do inwestytury duchownych, Anzelm z Aosty.
Wilhelm przyjął ten wybór z niezadowoleniem. Przez 4 lata vacatu na stolicy arcybiskupiej czerpał dochody z dóbr kościelnych i opóźniał wybór nowego hierarchy, za co był mocno krytykowany. Konsekracja Anzelma odbyła się w czasie, gdy król leżał złożony chorobą. Od początku rozgorzał konflikt króla z arcybiskupem. Angielski kler, ściśle związany z królem, nie dawał Anzelmowi stabilnego oparcia. W 1095 r. Wilhelm zwołał synod do Rockingham, który miał pozbawić arcybiskupa urzędu. Azelm odwołał się jednak do Rzymu i pozostał na stanowisku. Król nie ustawał jednak w dążeniach do pozbycia się niewygodnego arcybiskupa i ten musiał w 1097 r. udać się na wygnanie. Anzelm udał się do Rzymu, gdzie przedstawił swoje skargi papieżowi Urbanowi II.
Papież nie miał jednak zamiaru robić sobie kolejnych wrogów wśród koronowanych głów Europy i zawarł z Wilhelmem konkordat, w którym uznawał panujący w angielskim Kościele status quo. Wilhelm mógł czerpać dochody z dóbr arcybiskupich, dopóki Anzelm pozostawał na wygnaniu. Niepokorny hierarcha wrócił do Anglii dopiero po śmierci króla.

### Polityka zagraniczna
Niedługo po stłumieniu rebelii 1088 r. Wilhelm przeprawił się przez kanał La Manche i zaatakował Normandię, zmuszając brata do zrzeczenia się części ziem. Wkrótce jednak bracia pogodzili się, zawarli kolejny układ o przeżycie (1091 r.), a Wilhelm zgodził się pomóc bratu w odzyskaniu ziem utraconych na rzecz Francji. Wilhelm powrócił na kontynent ponownie w 1097 r. i pozostawał tam do 1099 r., zdobywając północne Maine. Nie udało mu się jednak opanować Vexin. W planach miał okupację Akwitanii.
Wilhelm toczył również spór z królem Szkocji Malcolmem III. W 1091 r. wyprawił się zbrojnie na Szkocję i zmusił Malcolma do płacenia trybutu i oddania Anglii pogranicznych zamków. W 1093 r. Wilhelm wmieszał się w walkę o tron szkocki, popierając przeciwników Donalda III – syna Malcolma Duncana, a po jego śmierci jego młodszego brata Edgara. W 1094 r. pomógł Edgarowi opanować Lothian, zaś w 1097 r. wysłał posiłki pod wodzą Edgara Æthelinga, które pomogły pretendentowi odzyskać tron.
Król Wilhelm dążył również do podporządkowania sobie Walii, ale na tym polu nie odniósł takich sukcesów jak w Szkocji. Dwie wyprawy, przedsięwzięte w latach 1095 i 1097 przyniosły bardzo mizerne rezultaty, a to z powodu niedogodności terenowych, które dawały lekkiej jeździe walijskiej przewagę nad ciężką angielską kawalerią. Nie mogąc podbić Walii Wilhelm zdecydował się zabezpieczyć pogranicze poprzez budowę szeregu twierdz i umocnień. Nie oznacza to jednak, że król całkowicie zrezygnował z planów podboju Walii. Obiecał on swoim rycerzom nadania ziemskie na podbitych terenach, przez co przerzucił ciężar prowadzenia działań wojennych na swoich baronów. Po pewnym czasie doprowadziło to do podboju nizinnych części wschodniej Walii.
W przeciwieństwie do ojca, Wilhelm nie był pobłażliwy w stosunku do swoich wasali. Kiedy w 1095 r. Robert de Mowbray, earl Northumbrii, nie stawił się na trzykrotne wezwanie przed Curia Regis, Wilhelm poprowadził przeciwko niemu armię, aresztował earla i pozbawił go tytułów i majątku. Inny baron, Wilhelm d'Eu, został oskarżony o zdradę, oślepiony i wykastrowany.
W 1096 r. Robert Krótkoudy udał się na wyprawę krzyżową i zaciągnął u Wilhelma pożyczkę w wysokości 10 000 marek pod zastaw księstwa Normandii. Wilhelm rządził księstwem jako regent aż do swojej śmierci, która nastąpiła na miesiąc przed powrotem Roberta.

## Dwór Wilhelma II
Wilhelm notorycznie nie zgadzał się z Kościołem. Oprócz sporu o inwestyturę do konfliktu doszło na tle ochrzczonych Żydów, którym Wilhelm zezwolił na powrót do judaizmu. Upominany w tej sprawie przez arcybiskupa Anzelma, król miał odpowiedzieć, że nienawidził go (tj. arcybiskupa) wczoraj, nienawidzi go dzisiaj, i będzie go coraz bardziej nienawidził jutro i w każdy kolejny dzień.
Wilhelm z Malmesbury opisując dwór Wilhelma, pisze, że był zszokowany "zniewieściałymi" młodymi mężczyznami, którzy popisywali się "butami z zadartymi noskami". Oderyk Vitalis pisze o "cudzołożnikach i sodomitach", który byli w wielkich wpływach na dworze Wilhelma II. Wspomina też, że kiedy tron objął Henryk I, jedną z jego pierwszych decyzji, był nakaz ostrzyżenia dworzan, którzy za rządów jego brata nosili bardzo długie włosy.

## Tajemnicza śmierć

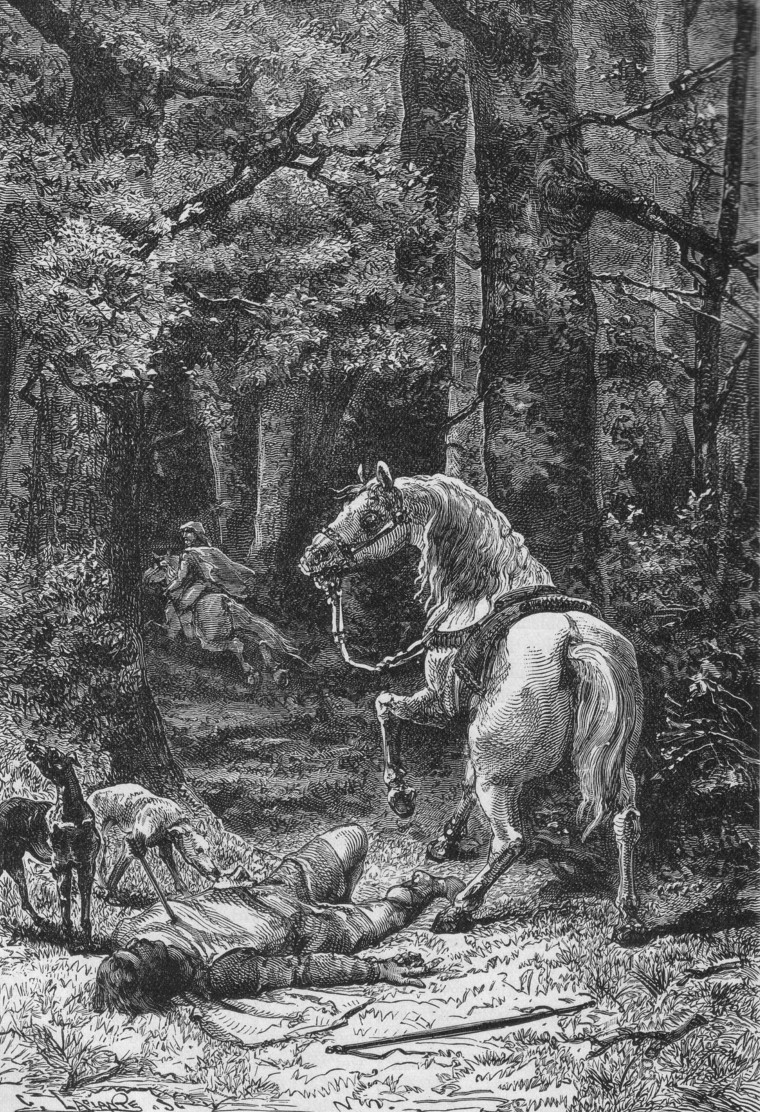
Śmierć Wilhelma II Rudego. Litografia z 1895 r.

Wilhelm II zginął podczas polowania w New Forest od zabłąkanej strzały, która trafiła go w okolice serca. Okoliczności tego zdarzenia są do dzisiaj niejasne.
O świcie 2 sierpnia 1100 r. król zorganizował polowanie w New Forest. Oderyk Vitalis tak opisuje przygotowania:
Kowale przybyli i zaprezentowali Rudemu sześć strzał. Król przyjął je z wielką satysfakcją, chwaląc pracę rzemieślników, i nieświadom tego co miało nastąpić, cztery z nich zachował dla siebie, dwie oddał Walterowi Tirelowi, mówiąc: "Słusznym jest dać strzały temu, kto potrafi zadać śmiertelny cios".
Podczas polowania Wilhelm i Walter Tirel (lub Tyrell), pan de Poix, oddzielili się od reszty myśliwych. Wówczas, po raz ostatni, widziano króla żywego.
Król został znaleziony następnego ranka przez miejscowych wieśniaków. Leżał na pniu drzewa, ze strzałą wystającą z klatki piersiowej. Możni zostawili jego ciało na miejscu zdarzenia, gdyż prawa Królestwa zginęły wraz z królem, i musieli oni pilnować swoich interesów we własnych posiadłościach. Podobno ciało króla powierzono miejscowemu węglarzowi imieniem Purkis, który zawiózł ciało króla do katedry w Winchesterze.
Ówcześni kronikarze zgadzali się, że śmierć Wilhelma nastąpiła w wyniku wypadku. Tirel przypadkowo postrzelił króla i starał się mu udzielić pomocy, ale widząc bezskuteczność swoich starań i obawiając się oskarżenia o królobójstwo, uciekł z miejsca zdarzenia i schronił się we Francji. Kronikarze widzieli w tym zdarzeniu "rękę Boga", karę dla króla za jego grzeszne życie.
Współcześni historycy zwracają jednak uwagę, że król Wilhelm miał wielu wrogów, którzy mogli przyczynić się do jego śmierci. Jednym z podejrzanych o zabójstwo (lub też o jego zlecenie) jest młodszy brat króla, Henryk, który na śmierci brata skorzystał najbardziej, jako że został jego następcą na tronie Anglii.
Francuski kronikarz, opat Suger, był przyjacielem Tirela i często rozmawiał z nim podczas pobytu rycerza we Francji. W swojej kronice zapisał:

Powszechnie uważa się, że szlachetny pan Walter Tirel, przyczynił się do śmierci króla strzelając doń z łuku. Jednak w częstych rozmowach z nim, gdy nie musiał się już niczego obawiać, uroczyście zapewniał mnie, że tamtego dnia nie był w tej części lasu, gdzie polował król, ani też nie widział go tamtego dnia : Suger